# Ratovți, Ujhorod
Ratovți (în ucraineană Ратовці) este o comună în raionul Ujhorod, regiunea Transcarpatia, Ucraina, formată numai din satul de reședință.

## Demografie
Componența lingvistică a comunei Ratovți
     Maghiară (80,68%)
     Ucraineană (18,57%)
     Alte limbi (0,61%)
Conform recensământului din 2001, majoritatea populației comunei Ratovți era vorbitoare de maghiară (80,68%), existând în minoritate și vorbitori de ucraineană (18,57%).